# Duel (Propaganda)
Duel è un singolo del gruppo musicale tedesco Propaganda, pubblicato il 7 aprile 1985 come secondo estratto dal primo album in studio A Secret Wish.

## Successo commerciale
Il singolo ha ottenuto successo in Europa, in particolare in Italia, dove raggiunse la seconda posizione della classifica settimanale e la Top20 della classifica annuale 1985.

## Cover
- Mandy Smith ha realizzato una cover del brano nel 1988 includendola nel suo album Mandy.
- Sophie Ellis-Bextor ha realizzato un'altra cover del brano nel 2007 registrata come lato B del singolo Today the Sun's on Us.
- Le Dolly Rockers hanno realizzato una terza cover del brano nel 2009.
- Luke Fortini, chitarrista italiano virtuoso ha realizzato una cover su Youtube, con un assolo finale degno di nota.

## Nella cultura di massa
- La canzone è stata utilizzata nei titoli di testa del film Yuppies - I giovani di successo (1986).
- Il pezzo era la colonna sonora in quegli stessi anni del liquore Cointreau[2]